# Cola mosserayana
Cola mosserayana är en malvaväxtart som beskrevs av Germain. Cola mosserayana ingår i släktet Cola och familjen malvaväxter. Inga underarter finns listade i Catalogue of Life.